# Bram Tankink
Bram Tankink (* 3. Dezember 1978 in Haaksbergen) ist ein ehemaliger niederländischer Radrennfahrer.

## Sportliche Karriere
Tanking begann im Jahr 2001 seine internationale Karriere beim belgischen Radsportteam Domo-Farm Frites. 2003 wechselte er zum Team Quick Step, bei dem er bis zum Saisonende 2007 blieb. Für Quick Step gewann Tankink zwei internationale Wettbewerbe: Bei der Deutschland Tour 2005 konnte er mit dem Solosieg auf der verregneten ersten Etappe trotz eines Sturzes sein erstes internationales Straßenrennen gewinnen. Er übernahm die Führung der Rundfahrt, die er bis zum Ende der dritten Etappe behielt. Im September 2007 gewann er das Eintagesrennen Grand Prix Jef Scherens ebenfalls als Solosieger. Außerdem belegte er Beim ProTour-Etappenrennen ENECO Tour 2007 den siebten Gesamtrang
Zur Saison 2008 wechselte Tanking zum Rabobank-Team, für das er bis zu seinem Karriereende nach Ablauf der Saison 2018 fuhr, wobei der Name der Mannschaft mehrfach wechselte. Er konnte in dieser Zeit keine Rennen des internationalen Kalenders mehr gewinnen, wurde aber bei der ENECO Tour 2008 Gesamtachter. 
Tankink bestritt am 13. Oktober 2018 bei der Ronde van Zeeland sein letztes Rennen. Zwei Wochen danach wurde er nochmals einer Dopingkontrolle unterzogen.
Tanking nahm an 17 „Grand Tours“ teil, von denen er 14 beendete. Seine besten Platzierungen waren Platz 39 bei der Tour de France 2007, Platz 34 bei der Vuelta a España 2009 und Platz 36 beim Giro d’Italia 2011.

## Erfolge
2005
- eine Etappe Deutschland Tour

2007
- Grote Prijs Jef Scherens

2011
- Mannschaftszeitfahren Tirreno–Adriatico
- Sprintwertung Baskenland-Rundfahrt

## Grand Tours-Platzierungen
| Grand Tour            | 2002 | 2003 | 2004 | 2005 | 2006 | 2007 | 2008 | 2009 | 2010 | 2011 | 2012 | 2013 | 2014 | 2015 | 2016 | 2017 | 2018 |
| --------------------- | ---- | ---- | ---- | ---- | ---- | ---- | ---- | ---- | ---- | ---- | ---- | ---- | ---- | ---- | ---- | ---- | ---- |
| Giro d’ItaliaGiro     | –    | –    | –    | –    | –    | –    | –    | –    | –    | 36   | –    | –    | –    | –    | 61   | DNF  | –    |
| Tour de FranceTour    | –    | –    | –    | 111  | 93   | 39   | 57   | –    | DNF  | –    | 144  | 64   | 40   | 55   | –    | –    | –    |
| Vuelta a EspañaVuelta | DNF  | 94   | 64   | –    | –    | –    | –    | 34   | –    | –    | –    | –    | –    | –    | 103  | –    | –    |